# Mouriri micradenia
Mouriri micradenia är en tvåhjärtbladig växtart som beskrevs av Adolpho Ducke. Mouriri micradenia ingår i släktet Mouriri och familjen Melastomataceae. Inga underarter finns listade i Catalogue of Life.